# جان بارت (قرصان)
جان بارت (بالهولندية: Jean Bart) هو بحار وقرصان مفوض فلمنكي فرنسي ولد في يوم 21 أكتوبر 1650 في مدينة دونكيرك. بدأ كقائد بحرية لهولندا تحت إمرة ميشيل دي رويتر، وبسبب عدم تمكنه من أخذ مرتبة عالية في البحرية بسبب أصوله الغير النبيلة، أصبح قرصان مفوض لصالح فرنسا وعمل تحت إمرتها أثناء الحرب الفرنسية الهولندية حيث كبد الهولنديين خسائر كثير وعرف بكابتن قراصنة الدنكرك. أرسله فيما بعد الملك لويس الرابع عشر إلى البحر الأبيض المتوسط في مهمة وهناك نال شهرته العالية. مع البحرية الفرنسية حقق انجازات كثيرة ووصل لرتبة أدميرال. وقد خدم فرنسا بشكل كبير أثناء حرب التسع سنوات وقاد فرنسا للنصر في معركة ضفة دوغر في سنة 1696 ضد هولندا. بعد توقيع إتفاقية ريسفيك ونهاية الحرب تقاعد. تزوج في عمر ال16 من نيكول غونتيير وأنجبت منه أربعة أطفال منهم القائد البحري فرانسوا كورنيل بارت. توفي في سنة 1702 وتم تكريمه ببناء تمثال له في مسقط رأسه في دنكرك.